# Pinkpop 2001
Pinkpop 2001 vond plaats van zaterdag 2 tot en met maandag 4 juni 2001. Het was de 32e editie van het Nederlands muziekfestival Pinkpop en de veertiende in Landgraaf. Er waren ongeveer 64.200 bezoekers. De presentatie werd gedaan door Howard Komproe.

## Optredens

### zaterdag
- 3FM-tent: Concubine, Queens of the Stone Age, Within Temptation
- noordpodium: Dreadlock Pussy, Michael Franti & Spearhead, Krezip

### zondag
- 3FM-tent: Das Pop, Brainpower, OutKast, St.Germain, Johan
- noordpodium: Ellen ten Damme, Green Lizard, Papa Roach, Zita Swoon, K's Choice

### maandag
- 3FM-tent: JJ72, The Hives, Toploader, Tindersticks, Tool
- noordpodium: Lifehouse, Stereophonics, Postmen, The Offspring, Basement Jaxx
- zuidpodium: Semisonic, 3 Doors Down, Anouk, Manic Street Preachers, Limp Bizkit, Radiohead